# Абдалла II
Абдалла ІІ бін аль-Хусейн (араб. الملك عبد الله الثاني بن الحسين, al-Malik ʿAbdullāh aṯ-ṯānī bin al-Ḥusayn; нар. 30 січня 1962, Амман, Йорданія) — король Йорданії з 1999 року.

## Біографія

### Походження
Народився 30 січня 1962 року в Аммані. Батько — король Хусейн бін Талал. Абдалла — прямий нащадок пророка Магомета в 43 поколінні. В Йорданії принца називали «іноземцем», оскільки народився він від шлюбу Хусейна з англійкою — Антуанеттою Авріль Гардінер.

### Освіта
Початкову освіту отримав в Ісламському освітньому коледжі в Аммані. Закінчив королівську військову академію в Сандхерсті, Оксфордський університет і курси офіцерів британських військ. Пройшов стажування в батальйоні Королівської кавалерії Британських військових сил як командир. В 1988 році дістав ступінь магістра з міжнародних відносин у Джорджтаунському університеті (США).

## Кар'єра
Після повернення до Йорданії йому присвоїли звання старшого лейтенанта. В січні 1992 року призначений командиром батальйону бронетанкового полку. В 1994 році отримав звання бригадного генерала. Зайняв трон 7 лютого 1999 року після смерті батька.

### Політика, вибори
1 лютого 2011 року Абдалла ІІ був змушений розпустити уряд на тлі масових акцій протесту в країні.

## Військові звання
- Фельдмаршал (з 7 лютого 1999)
- Маршал королівських йорданських ВПС (з 7 лютого 1999)

## Нагороди
- Орден князя Ярослава Мудрого I ст. (Україна, 23 квітня 2002) — за визначний особистий внесок у розвиток українсько-йорданських відносин[4]
- Орден «За заслуги» I ст. (Україна, 22 червня 2011) — за визначний особистий внесок у зміцнення українсько-йорданських міждержавних відносин[5]
- У 2006 році присуджено міжнародну премію «Діалог цивілізацій».

## Сім'я
10 червня 1993 року Абдалла бін аль-Хусейн одружився з Ранією Аль-Яссин. Подружжя має чотирьох дітей:
- крон-принц Хусейн (народився 28 червня 1994);
- принцеса Іман (народилася 27 вересня 1996);
- принцеса Сальма (народилася 26 вересня 2000);
- принц Хашем (народився 30 січня 2005).